# Patrik Marxer
Patrik Marxer (* 10. Dezember 1975 oder 1976) ist ein ehemaliger liechtensteinischer Fussballspieler.

## Karriere

### Verein
In seiner Jugend spielte Marxer für den FC Ruggell und die USV Eschen-Mauren, bei der er 1996 in den Herrenbereich befördert wurde. Ein Jahr später schloss er sich dem FC Triesen an. Nach einer Station beim Schweizer Verein FC Widnau kehrte er zum FC Ruggell zurück, für den er dann bis zu seinem Karriereende aktiv war.

### Nationalmannschaft
Er gab sein Länderspieldebüt in der liechtensteinischen Fussballnationalmannschaft am 27. Mai 1994 beim 0:2 gegen die Schweiz im Rahmen eines Freundschaftsspiels, als er in der 87. Minute für Daniel Hasler eingewechselt wurde. Bis 1997 war er insgesamt neun Mal für sein Heimatland im Einsatz.